# XPO4
XPO4‏ (Exportin 4) هوَ بروتين يُشَفر بواسطة جين XPO4 في الإنسان.